# 塞尔萨莱
塞尔萨莱（義大利語：Sersale），是意大利卡坦扎罗省的一个市镇。总面积53平方公里，人口4852人，人口密度91.5人/平方公里（2009年）。ISTAT代码为079130。